# Kamen (Berg)
Der Kamen (russ. Камень; auf dt.: „Stein“) ist ein 1701 m hoher Berg im Nordteil der Region Krasnojarsk, von Sibirien und Russland (Asien) und zugleich höchster Berg des Putoranagebirges und somit des Mittelsibirischen Berglands.
Südwestlich des Kamengipfels entspringt der Kotui, und einige Kilometer westlich erstreckt sich der Ajansee als Ursprungsee des südwestlichen Cheta-Quellflusses Ajan. Seine unbesiedelte Region liegt im Bereich des Permafrostbodens mit Frostschuttwüste. Auf dem Berg herrscht Tundra mit Moosen und Flechten vor.